# Prospero autumnale
La scilla autunnale  (Prospero autumnale (L.) Speta) è una pianta della famiglia delle Asparagacee (sottofamiglia Scilloideae).

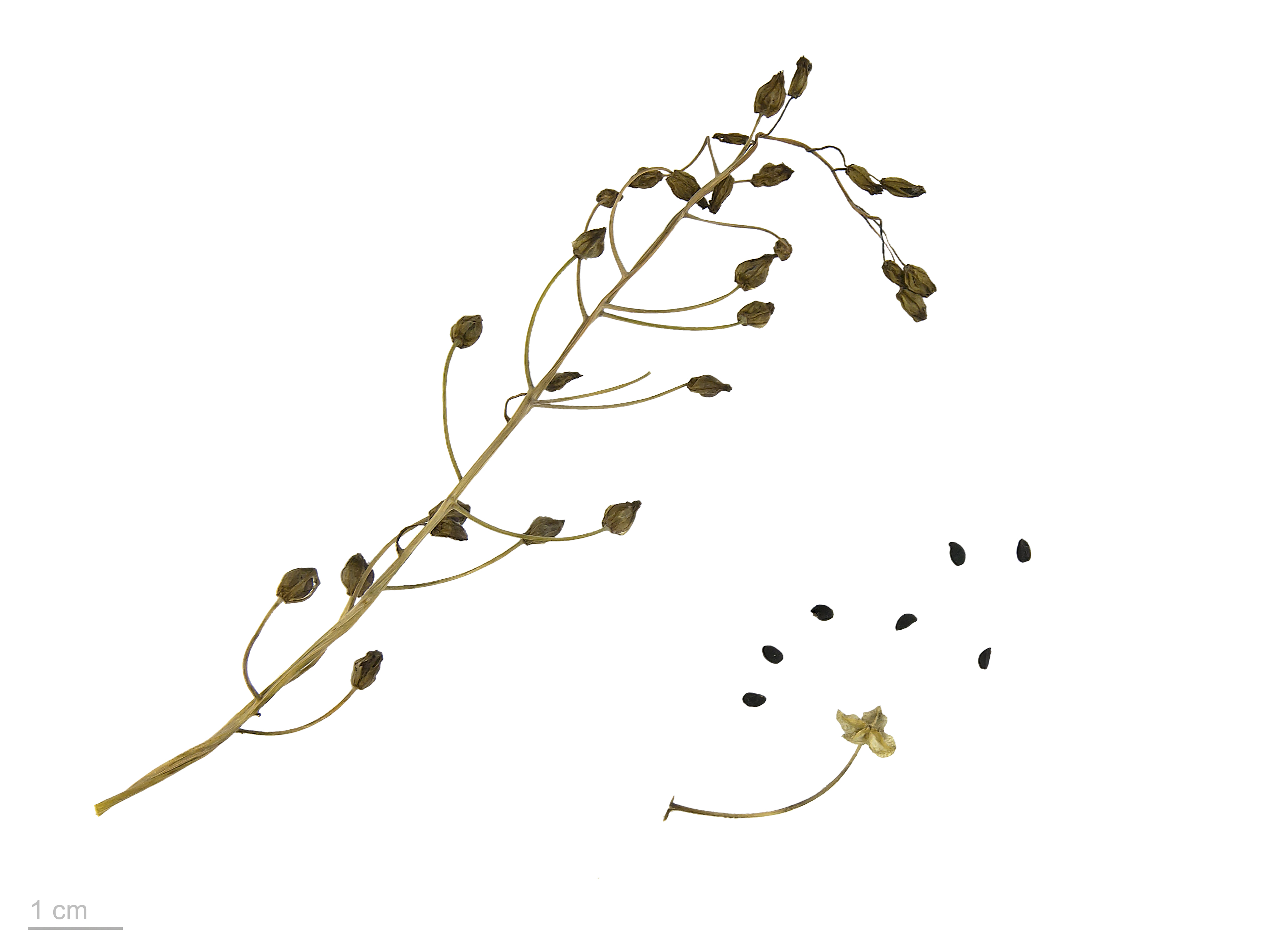
Prospero autumnale